# Liste Russisch-Schwedischer Kriege
Russisch-Schwedische Kriege vom Mittelalter bis zur Neuzeit.
Als Regent ist jeweils der Monarch des Friedensschlusses angegeben.
| Name                        | Dauer     | Frieden                    | Russischer Regent     | Schwedischer Regent   |
| Nowgorod-Schwedischer Krieg | 1321–1323 | Friede von Nöteborg        | Juri I. Daniilowitsch | Magnus Eriksson       |
| Russisch-Schwedischer Krieg | 1495–1497 | Friede von Nowgorod (1497) | Iwan III.             | Sten Sture der Ältere |
| Russisch-Schwedischer Krieg | 1554–1557 | Friede von Nowgorod (1557) | Iwan IV.              | Gustav I. Wasa        |
| Livländischer Krieg         | 1558–1583 | Friede von Pljussa         | Iwan IV.              | Johann III.           |
| Russisch-Schwedischer Krieg | 1590–1595 | Friede von Teusina         | Boris Godunow         | Sigismund III. Wasa   |
| Ingermanländischer Krieg    | 1610–1617 | Friede von Stolbowo        | Michael I.            | Gustav II. Adolf      |
| Russisch-Schwedischer Krieg | 1656–1658 | Friede von Kardis          | Alexei I.             | Karl XI.              |
| Großer Nordischer Krieg     | 1700–1721 | Friede von Nystad          | Peter I.              | Friedrich I.          |
| Russisch-Schwedischer Krieg | 1741–1743 | Friede von Åbo             | Elisabet              | Friedrich I.          |
| Russisch-Schwedischer Krieg | 1788–1790 | Friede von Värälä          | Katharina II.         | Gustav III.           |
| Russisch-Schwedischer Krieg | 1808–1809 | Friede von Fredrikshamn    | Alexander I.          | Karl XIII.            |